# Antonio del Corro (inquisidor)
Antonio del Corro (San Vicente de la Barquera, Cantabria, 1472 - Sevilla, 1556) fue un noble, religioso e inquisidor cántabro del siglo XVI.

## Familia Corro
Oriunda de San Vicente de la Barquera, donde tenían su casona blasonada, construida en el siglo XV. Erigió el Hospital de la Concepción, que es el actual ayuntamiento de la villa. En 1531 logró ser nombrado canónigo de la Catedral de Sevilla. Vivió en Francia, Países Bajos e Inglaterra. Su sepulcro, con estatua yacente, en la iglesia de San Vicente, hecho en mármol, tiene un gran valor artístico. Es una de las joyas del Renacimiento español; la talla fue realizada por Juan Bautista Vázquez el Viejo, discípulo de Berruguete.

## Blasón familiar
En campo de gules, un cruz de Covadonda en oro y bordura con la siguiente leyenda: "Angelus Pelaio et suis victoriam". Su blasón tallado en piedra en San Vicente está junto al de otras familias. Pero, las armas del sepulcro están unas cuarteladas y otras son sencillas. Una rama familiar se asentó en Santillana del Mar, con blasón diferenciado: mantelado, con la cruz en el primer cuartel; en el segundo, un castillo; en el mantel, un árbol desarraigado con dos animales rampantes y atados al tronco, al lado de una flor de lis y una estrella.

## Descendientes y familiares
- Antonio del Corro, "heterodoxo" y protestante del siglo XVI
- Alonso Gómez del Corro, fundador del Convento de San Ildefonso, en Santillana del Mar